# Ковбой із Копенгагена
«Ковбой із Копенгагена» — телесеріал трилер у стилі нуар, створений Ніколасом Віндінґом Рефном для Netflix. Це перший твір Рефна данською мовою після Pusher 3 (2005), серіал розповідає про Міу (Анжела Бундаловіч), відступницю, яка прагне помститися, проходячи через злочинний світ Копенгагена .

## Синопсис
Молода таємнича ренегатка на ім'я Міу шукає свого ворога Ракель після того, як багато років присвятила своє життя невідомій організації. Вона шукатиме помсти та справедливості щодо своєї немезиди, подорожуючи зловісним злочинним світом Копенгагена через природну та «надприродну» одіссею. Тим часом вона також повертається до свого минулого та його зв'язків з аспектами її стосунків із її ворогом.

## Актори та персонажі
- Анжела Бундаловіч[en] — у ролі Міу, молодої таємничої екстрасенси, яка, за чутками, приносить удачу.
- Лів Корфіксен[en]-  як стара версія Міу.
- Лізієлу Корфіксен — як молодша версія Міу.
- Андреас Лікке Йоргенсен — у ролі Нікласа, злого юнака, який походив із таємничої та заможної родини, обдарованої духовними силами.
- Лола Корфіксен — у ролі Ракель, «сестра» Нікласа, яка має такі ж здібності, як і Міу.
- Лі Іі Чан — у ролі Чан, також відомого як «Мати Хульда», власниця китайської закусочної під назвою «Дракон Палац».
- Джейсон Генділ-Форсселл — у ролі містера Чіанга, сумнозвісного лідера банди та власника казино, який використовує Палац Драконів як місце для утилізації тіл.
- Златко Бурич — у ролі Мирослава, незалежного адвоката, який обслуговує копенгагенських злочинців як клієнтів і мав попередні контакти з Міу.
- Валентина Деянович — у ролі Сімони, повії, яка подружилася з Міу.
- Рамадан Хусейні — у ролі Андре, албанського сутенера, який керує борделем під виглядом «модельного агентства».
- Драгана Мілутінович — у ролі Розелли, забобонної сербської зведеної сестри Андре, яка приймає своїх повій.
- Адам Бушард — у ролі Аске, професійного мисливця, який є вірним слугою родини Нікласа.
- Марія Ервольтер — у ролі Беате, заможна та непоблажлива мати Нікласа.
- Томас Алгрен —  у ролі Майкла, заможний і самозакоханий батько Нікласа.
- Флер Фрілунд — Джесіка
- Лола Корфіксен — Ракель
- Лейф Сильвестр — у ролі Арне, постійного клієнта Хульди, свинаря.
- Емілі Сінь Тонг Хан — у ролі Ай, дочки Хульди, яку Чан відібрав у неї як заставу.
- Хок Кіт Ченг —  у ролі Їнга, другого помічника пана Чіанга, який часто супроводжує його.
- Славко Лабович —  у ролі Душана, старого друга Мирослава, який часто демонструє зухвалу особистість.
- Ебіріама Джайтех — у ролі Денні, ретельного посередника банди, що розповсюджує наркотики.
- Нікі Діршен Хансен — у ролі  Поліксен, контактної особи Мирослава, члена банди, що розповсюджує наркотики.
- Ґустав Хейлесен — у ролі Б’ярке, знайомого Мирослава, який є членом угруповання наркоторговців.
- Дафіна Зекірі — у ролі Флори, 18-річої доньки Андре.
- Флер Фрілунд — у ролі Джесіки, подруги Флори, яка є одним із клієнтів Мирослава.
- Пер Тхім Тім — у ролі Свена, чоловіка Розелли через домовлений шлюб.
- Даніель Самі Страндет — у ролі Дардана, одного із поплічників Андре.
- Тьєрза Балай — у ролі Ліліани, однієї з повій Андре.
- Сандра Вукічевич —  у ролі Міми, однієї з повій Андре.

### Гостьові персонажі
- Ніколас Віндінґ Рефн — Йорген, один з клієнтів наркоторговців, якого зустрічає Міу.
- Мадс Брюггер[en] — Йонас, один з клієнтів-торговців наркотиками, якого зустрічає Міу.
- Мікаель Бертельсен[en] — Стін, один з клієнтів торговців наркотиками, якого зустрічає Міу.
- Хідео Коджіма —  Хідео, вигадана версія самого себе, який є одним із спільників Мирослава.
- Ліна Брінк Якобсен — My Kin, помічник Гульди, яка надає нові ідентифікації для співробітника Golden Dragon.
- Драгана Дан — Міхаела, подруга Розелли, яка працює провидицею.
- Ruiqi Xu — вагітна безіменна жінка.

## Виробництво

### Розробка
22 липня 2022 року Netflix замовив «Ковбоя з Копенгагена» як данський оригінальний серіал Netflix. Рефн збирається бути режисером і виконавчим продюсером серіалу через власний лейбл byNWR. До Рефна приєдналися продюсери Лене Бьорглум і Крістіна Бостофте Ерріцое. Тим часом Сара Ізабелла Йонссон, Йоганна Альгрен і Мона Масрі були долучені як сценаристки серіалу. 9 вересня 2022 року стало відомо, що Лів Корфіксен також буде продюсеркою серіалу.

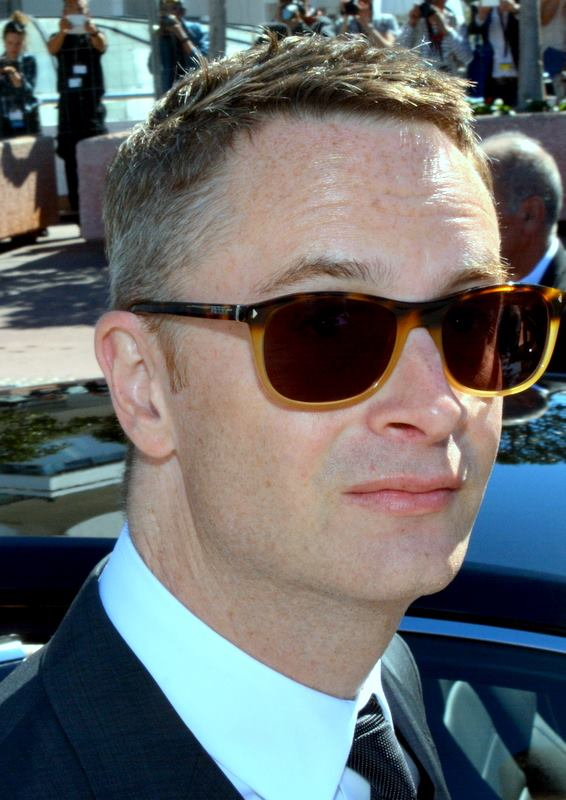
Ніколас Віндінґ Рефн, творець і режисер «Ковбоя з Копенгагена».

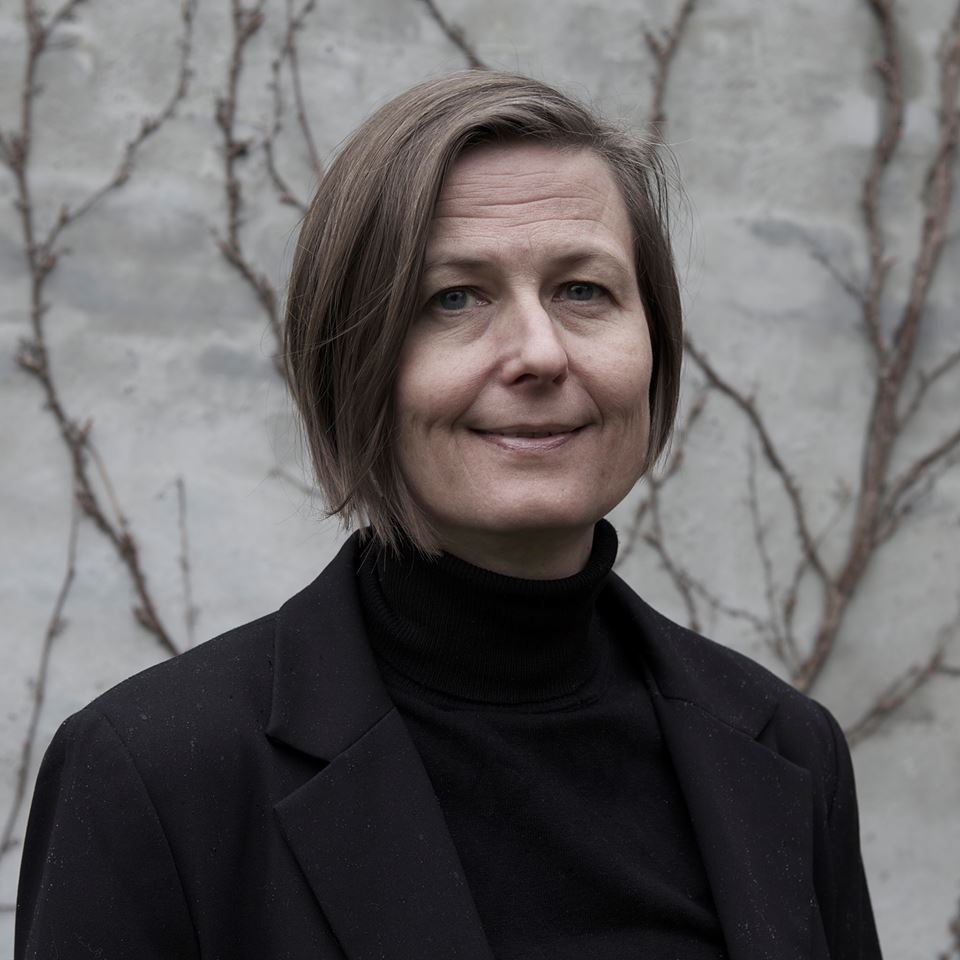
Лене Бьорглум, співпродюсерка серіалу

### Кастинг
22 липня 2022 року стало відомо, що на головну роль обрана  Анджела Бундаловіч, а також до касту приєдналися Флер Фрілунд, Лола Корфіксен, Златко Буріч, Андреас Лікке Йоргенсен, Джейсон Генділ-Форссел, Лі Іі Чан, Драгана Мілутінович, Мікаель Бертелсен, Мадс Брюггер., Рамадан Хусейні та Пер Тіім Тім.

### Знімання
Основні знімання розпочалися в Копенгагені, Данія, у 2021 році. Про це стало відомо з акаунтів Рефна в соціальних мережах. Повідомляється, що зйомки завершилися на початку квітня 2022 року . Крім того, Магнус Норденхоф Йонк буде оператором серіалу. Редактори серіалу були оголошені 4 вересня 2022 року, а до команди постпродукції приєдналися Метью Ньюман, Олів’є Багге Кутте, Олівія Ніргаард-Голм та Аллан Фунч.

## Конфлікти

### Звинувачення у жорстокому поводженні з тваринами
9 грудня 2021 року PETA подала скаргу, звинувативши команду Ковбоя з Копенгагена у вбивстві свиней під час зйомок. Було виявлено, що у них був фермер, який постачав свиней для серіалу, який, у свою чергу, став свідком того, як свиню застрелили спеціально для зйомок сцени. Смерть підтвердив кореспондент копенгагенського зоопарку, тому поліція Данії розпочала розслідування. У свою чергу PETA надіслала листа Ріду Гастінгсу з проханням вирізати сцену, де на знімальному майданчику вбивають свиней.

## Реліз
Прем’єра «Ковбоя з Копенгагена» відбулася на Венеціанському кінофестивалі 9 вересня 2022 року . Вихід серіалу на Netflix очікується на 8 грудня 2022 року.

### Маркетинг
Перший трейлер серіалу вийшов 4 вересня 2022 року .

## Оцінки та відгуки
Стеф Грін із Sight & Sound написав: «Ковбой з Копенгагена стане манною для тих, хто не любить кислих таємничих фільмів Рефна... це надто млява подорож, як би вона не вражала візуально.» Рафаела Сейлз Росс із The Playlist поставила серіалу оцінку C+, написавши: «якщо хтось так схильний потурати пристрасті режисера до самопоздоровлення, тоді Ковбой з Копенгагена припаде йому до душі. Якщо все навпаки, то пристебніться, оскільки це буде одна дика, але надзвичайно неприємна поїздка.» 